# Xã Buckhorn, Quận Sevier, Arkansas
Xã Buckhorn (tiếng Anh: Buckhorn Township) là một xã thuộc quận Sevier, tiểu bang Arkansas, Hoa Kỳ. Năm 2010, dân số của xã này là 110 người.